# Дядя Ваня (бренд)
«Дядя Ваня» — российский бренд, под которым выпускается консервированная овощная продукция. По данным журнала Forbes, придуман в 2000 году.

## История
Будущий основатель «Дяди Вани» Тигран Телунц вместе со своим отцом в 1988 году открыл кооператив «Русское поле» для организации поставок овощей и фруктов из южных республик СССР. Позднее компания импортировала консервы Lorado немецкой компании Wunsche. На рубеже веков Телунц создал собственный бренд — «Дядя Ваня». По словам промышленника в основу нового торгового знака легло именно русское имя, а не одноименное произведение А. П. Чехова. Это вымышленный персонаж, который приснился Телунцу. К 2009 году каждая четвёртая проданная банка маринованных огурцов в стране была выпущена под брендом «Дядя Ваня».

## Производство и маркетинг
Ассортимент производится на заводах Краснодарского края, Волгоградской области. Основатель «Дяди Вани» Тигран Телунц сам участвует в разработке рецептов. В маркетинговой стратегии бренд мало прибегает к прямой рекламе, предпочитая работу с сетями. К 2017 году «Дядя Ваня» не продвигался в сегменте digital, а телевизионной рекламы не было с 2010 года. Начиная с 2017 года бренд стал использовать редкий для рынка способ продвижения — консервированная продукция стала предлагаться через короткометражные фильмы, размещенные на Youtube. В некоторых снялись известные актеры, например, Алексей Серебряков. Короткометражка «Интервью» стала обладателем премии «Золотой Орел». В 2024 году бренд вышел с федеральной рекламой на телевидение.

## Ассортимент
Под брендом «Дядя Ваня» производятся маринованные огурцы, маринованные томаты, консервированный горошек, консервированная кукуруза, а также различные соусы.